# San Marino na Mistrzostwach Świata w Lekkoatletyce 2013
San Marino na Mistrzostwach Świata w Lekkoatletyce 2013 – reprezentacja San Marino podczas Mistrzostw Świata w Moskwie liczyła 1 zawodnika.

## Występy reprezentantów San Marino
| Konkurencja          | Zawodnik         | Runda 1  | Runda 1 | Półfinał | Półfinał | Finał    | Finał   |
| Konkurencja          | Zawodnik         | Rezultat | Pozycja | Rezultat | Pozycja  | Rezultat | Pozycja |
| -------------------- | ---------------- | -------- | ------- | -------- | -------- | -------- | ------- |
| Bieg na 100 m kobiet | Martina Pretelli | 12,73    | 41.     | NQ       | NQ       | NQ       | NQ      |